# Disciples: Sacred Lands
Disciples: Sacred Lands (с англ. — «Последователи: Священные Земли») — пошаговая стратегия с элементами RPG, выпущенная Strategy First 27 сентября 1999 года. Первая игра серии Disciples. Была дважды локализована: в 2003 году — компанией Snowball Studios под названием «Меч и Корона», в 2006 году — в составе сборника Disciples World и отдельным диском от компании Акелла как Disciples: Sacred Lands.

## Игровой процесс
Действие игры происходит в фэнтезийном мире Невендаар, также называемым «Священными Землями» (англ. Sacred Lands). В центре игры — четыре главные расы этого мира, постоянно враждующие между собой: Империя (англ. The Empire, люди), Горные Кланы (англ. Mountain Clans, гномы), Легионы Проклятых (англ. Legions of the Damned, демоны), Орды Нежити (англ. Undead Hordes, нежить). Игра предоставляет возможность в любом сценарии или кампании выбрать один из четырёх уровней сложности.
Игровой процесс включает три основных компонента:
- Улучшение столицы игрока, что даёт доступ к новым войскам и возможностям. Изучение новых заклинаний.
- Использование героев, возглавляющих небольшие отряды, для разведки, атаки и захвата территорий.
- Режим боя

### Города
Столица каждой из четырёх рас защищена очень сильным юнитом-охранником, которого сложно победить без сильного отряда. Столица — единственный город, в котором можно строить здания, но и другие города могут быть улучшены, что позволяет иметь в них больший гарнизон, ускоряет лечение отрядов, находящихся внутри, и даёт юнитам, находящимся в городе, дополнительную броню, в случае нападения на них. У простых городов, как и у столиц, существует окно развития, в котором прорисован нынешний уровень города и фон, свойственный расе-владельцу.
Каждая столица выполнена в своём стиле и имеет свойственный каждой расе набор зданий. При этом типы зданий общие для всех рас: это здания бойцов ближнего боя, здания лучников, здания магов, здания бойцов поддержки и вспомогательные здания. Однако зачастую предназначения войск за чей рост отвечают одни и те же типы зданий отличаются у разных рас достаточно сильно. К примеру маги горных кланов в отличие от остальных магов не атакуют, а исполняют роль бойцов поддержки.

### Войска и система опыта
Каждый отряд или городской гарнизон включает шесть ячеек, отведённых под войска. Занимать их можно в зависимости от уровня города или навыка лидерства героя. Например в столице или у героя с лидерством 5 можно занимать все шесть ячеек, а в городе первого уровня только одну. Большинство юнитов занимают одну ячейку, но некоторые, например, титаны и драконы, по две. Во время битвы бойцы не могут перемещаться, поэтому атакуют врага только в пределах зоны поражения. Бойцы ближнего боя могут атаковать только тех, кто стоит рядом с ними, лучники могут стрелять по любой ячейке, маги обычно бьют по всем шести ячейкам одновременно. В конце каждой битвы победитель получает опыт, которые распределяются между всеми выжившими. Когда боец набирает достаточное количество опыта, он получает новый уровень. Если построено соответствующее здание, то он поднимается на ступень выше по выбранной ветке развития, если соответствующего здания нет — юнит не получает уровень и прекращает накапливать опыт.
Каждый юнит может в свою очередь хода нанести удар, пропустить ход или отступить. Есть возможность также сдаться, потеряв отряд вместе с героем, при этом противник не получает очки опыта.

### Классификация умений и героев
В начале кампании игрок должен выбрать свой класс правителя: Военачальник, Верховный маг или Глава гильдии. Можно выбрать также портрет полководца, для каждой расы свой набор портретов, несколько мужских и один женский. Бойцы игрока-военачальника самостоятельно восстанавливают здоровье вне городов и быстрее в городах. Игрок-маг может использовать одно и то же заклинание дважды в ход, потратив при этом вдвое меньшее количество маны на его изучение, в дополнение ему доступны заклинания пятого уровня. У мастера гильдий воры имеют больше возможностей, а улучшение городов возможно за полцены.
Каждый герой (кроме вора) имеет два слота для предметов, которыми могут быть магические книги, знамёна и артефакты.
Герои разделяются на типы, в зависимости от применения: воин, маг, разведчик, носитель жезлов, и вор. Воин сражается в ближнем бою; маг способен бить по площади и умеет использовать посохи и свитки; разведчик — лучник (кроме нежити), имеет больше очков движения. Носители посоха — это вспомогательные юниты, которые могут захватывать территорию на стратегической карте. Воры являются агентами фракции, они могут осуществлять шпионаж и диверсии во вражеских армиях и городах, а также воровать различные вещи у торговцев.

### Магия
Заклинания можно использовать только на стратегической карте. Каждое заклинание использует магическую энергию, которая требуется для исследования и заклятия. Есть четыре типа маны: мана жизни, мана рун, мана смерти и мана ада, что соответствует четырём игровым расам. Заклинания низкого уровня расходуют ману собственной фракции, а более сложные требуют комбинации вплоть до четырёх различных видов. За ход может быть изучено одно заклинание, и по одному разу использованы выученные заклинания.
Магические свитки и посохи, которые может использовать любой герой с соответствующим умением — это дополнительный ресурс тех же заклинаний, не зависящий от книги заклинаний игрока. В отличие от посохов — свитки одноразовые.

## Мир игры

### Сюжет
Сюжет состоит из одной кампании за каждую расу, взаимосвязанных между собой общим сюжетом. В каждой кампании — четыре последовательные миссии. С игрой также поставляется много отдельных сценариев, некоторые из которых складываются в дополнительную историю.

### Империя
Государство людей долго сосуществовало в мире с соседями, пока не сбылось пророчество о пришествии демонов. Прорвавшиеся в мир Легионы Проклятых теснили людей на восток. Пронёсся ложный слух о гибели императора. Многие лорды, например, некий Кахузак, предали империю, захватывая её города и объявляя себя их правителями. В 1 миссии игрокам предстояло покончить со злодеяниями мятежников, и отвоевать пограничные города. Однако мощное наступление демонов было слишком сильным и глобальным, но неожиданно пришла помощь — Орды Нежити напали на демонов, невольно оказавшись спасителями империи. Они искали какой-то могучий артефакт, древний скипетр. Во 2 миссии имперцы должны отыскать скипетр раньше мертвых, чтобы не дать им стать сильнее. В результате, Великий Инквизитор уничтожает этот скипетр ударом своей грозной булавы. Но остатки Легионов Проклятых тем временем захватили королеву людей и её сына, единственного наследника трона. Их пытались спасти, но не смогли, а через некоторое время узнали, что королеву с сыном держат в плену гномы и, несмотря на давние дружеские связи с Империей, отказываются выдавать. В 3 миссии люди ищут город гномов, где держат в плену королеву и наследника, попутно отбиваясь от наступления Легионов Проклятых. В результате, город был захвачен. Во время осады один из рыцарей убил суккуба. Позже выяснилось, что это была королева. Подоплёку этого таинственного происшествия так и не раскрыли. Наследника в городе не нашли. Утер бесследно пропал. Одержимый яростью и злобой, так как он потерял двух самых дорогих в его жизни людей, Император объявляет демонам открытую войну. В 4 миссии вам, во главе сил Империи нужно штурмовать последние бастионы Легионов Проклятых. Их столица слишком мощна, и чтобы запечатать Врата Ада навсегда, необходимо уничтожить демонические земли, и вновь привнести на них свет. Обратя большую часть земель на свою сторону, люди рушат тем самым демоническое заклятье, и запечатывают Врата Ада. Это конец кампании за Империю.

### Легионы Проклятых
Демоны стремились обеспечить возвращение в Невендаар своего бога, Бетрезена. Пророчество позволило ему приоткрыть врата из ада на Священные земли, и оттуда вырвались Легионы Проклятых, выжигая землю. Но, чтобы освободить Бетрезена, необходимо было провести специальный обряд. Добыв необходимый для него жертвенный клинок, демоны должны были захватить королеву людей и её сына, в которого и решил воплотиться Бетрезен. Королева, влюбленная в повелителя демонов, позволила увести себя. Но Легионам был нужен только её сын. На землях гномов демоны обнаружили древний портал, который и был открыт с помощью нечестивого обряда — и через портал дух Бетрезена воплотился в тело наследника Империи.

### Горные Кланы
Гномы за столетия спокойной жизни утратили мудрость рун. Пророчество мудреца Мемнора о конце света, Рагнарёке, заставило совет старейшин гномов искать пути возвращения рун — только они могли предотвратить катастрофу. Ответ мог дать Колодец Судьбы, к которому было решено направить посланников. Но в то время на земли Горных Кланов напали демоны, нанёсшие жестокий ущерб. В 1 миссии вам надо было отогнать чужаков со своих границ. После этого, во 2 миссии, посланники Кланов были отправлены на поиски ответов на вопросы. Им посоветовали искать жидкий металл Уру. В результате странствий, они узнали, что руны спрятаны в царстве владычицы смерти Хель. В 3 миссии гномы должны отыскать Врата Хель — чтобы проникнуть в обитель Владычицы Смерти. Сразившись с её слугами, они наконец-то достигают врат, и победив охрану входят в её земли, где должны быть спрятаны руны. Однако не все так просто. Героев в мгновение ока окружают легионы мертвых — вырваться из этой ловушки невозможно, и казалось бы, экспедиция погибла. Однако сам Вотан спускается на землю из своих чертогов, и пробуждает к жизни нескольких древних героев гномов из Вальгаллы, с их помощью экспедиции удается оттеснить нежить вглубь их земель и закрепиться на местности. На этом начинается последняя, 4 миссия. Вскоре, гномы смогли уничтожить бастионы нежити, и добраться до последнего города Хельсхейма, где Хель спряталась вместе с рунами в окружении слуг. Используя все свои силы, гномы штурмовали этот город. В последней битве, Хель была смертельно ранена, а силы Подгорных Кланов находят в лабиринтах под Хельсхеймом руны. Это конец кампании Подгорных Кланов.

### Орды Нежити
Мортис, желая отомстить Вотану за своего мужа Галлеана, повела армию нежити на народ гномов. Пробравшись в земли гномов, Орды напали на Горные Кланы. Тем временем Мортис захватила волшебный скипетр алкмаарского короля и уничтожила жителей королевства Алкмаар (народность людей, большая часть которого уничтожена ею для создания армии мертвецов), чтобы усилить с его помощью свою армию. Гномы заключили союз с людьми, надеясь, что это остановит Мортис, но тщетно — армия нежити прошла через земли гномов и захватила твердыню верховного короля Кланов, Стурмира Громобоя. Стурмир был убит, тем самым месть Мортис свершилась.

### Дополнительные сценарии
В связанных между собой сюжетно сценариях под общим названием «Божественная Империя» (включает 21 главу) рассказывается об образовании Империи, истории лорда Грендала, о попытке Фабриса основать республику, об окончательном забвении Алкмаара и других событиях.
В отдельных сценариях — несколько дополнительных историй, в том числе и о повелителе драконов Дорагоне.

## Локализации
В издании «Меч и Корона» от Snowball Studios 2003 года были полностью переведены и тексты, и озвучивание всех героев. С игрой устанавливается частично русифицированный редактор сценариев, позволяющий создавать свои дополнительные сценарии. Также с игрой устанавливается подробное руководство пользователя на русском языке. Перевод «Меча и короны» технически и стилистически грамотен, но неточен, и традиция названий объектов игры впоследствии сложилась под влиянием локализаций следующей игры серии от других фирм. Так, в «Мече и короне» типы правителя переведены как Полководец, Архимаг и Принц воров, название фракции гномов перевели как Подгорные Кланы, демонов — как Легионы Ада, мана названа «кристаллами»: адскими, рунными, мертвыми и живыми.
В изданиях Disciples World и Disciples: Sacred Lands от Акелла 2006 года оставлены оригинальное озвучивание героев и название, а все ролики и тексты переведены на русский. Вместе с игрой устанавливается подробное руководство пользователя на русском языке.

## Оценки
| Сводный рейтинг | Сводный рейтинг |
| Агрегатор       | Оценка          |
| --------------- | --------------- |
| GameRankings    | 82,23 %         |